# Майорановский фермион
В физике элементарных частиц майора́новский фермио́н, или фермио́н Майора́ны — фермион, который является своей собственной античастицей. Существование таких частиц было впервые рассмотрено итальянским физиком Этторе Майораной в 1937 году. В экспериментах с полупроводниковыми нанопроволоками наблюдались квазичастицы, обладающие свойствами майорановского фермиона. Экспериментальное обнаружение майорановских частиц как в физике высоких энергий, так и в области физики твёрдого тела приведёт к важным последствиям для науки в целом.

## В физике элементарных частиц
Предполагается, что нейтрино может быть либо фермионом Майораны, либо фермионом Дирака (в Стандартной модели все фермионы, включая нейтрино, являются дираковскими). Экспериментального подтверждения этого всё ещё нет, и теория Майораны, в итоге, может оказаться опровергнутой. В первом случае различие между нейтрино и антинейтрино определяется только их спиральностью: превращение нейтрино в антинейтрино можно осуществить переворотом спина (или, например, переходом в систему отсчёта, в которой импульс нейтрино направлен в противоположном направлении, что, правда, осуществимо лишь при ненулевой массе нейтрино). Если электронное нейтрино является фермионом Майораны и при этом массивно, то некоторые изотопы могут испытывать безнейтринный двойной бета-распад; при существующей чувствительности экспериментов этот распад пока не обнаружен, хотя в мире проводятся десятки экспериментов по поиску этого процесса.
Гипотетические частицы нейтралино в суперсимметричных моделях являются фермионами Майораны. Поэтому открытие майорановских фермионов будет дополнительным аргументом для теорий суперсимметрии.
Майорановские частицы, в отличие от дираковских, не могут обладать магнитным дипольным моментом (кроме недиагональных компонент магнитного момента, изменяющих аромат). Слабое взаимодействие с электромагнитными полями делает майорановские фермионы кандидатами для частиц холодной тёмной материи.
16 июля 2013 года коллаборация GERDA сообщила, что в результате обработки данных первой фазы долговременного эксперимента, проводящегося в итальянской подземной лаборатории Гран-Сассо на криогенном полупроводниковом мультидетекторе, состоящем из германия, обогащённого германием-76, не был обнаружен безнейтринный двойной бета-распад этого изотопа (нижнее ограничение на период полураспада — не менее 3·1025 лет). Это, как и ряд более ранних и менее чувствительных экспериментов, свидетельствует в пользу того, что нейтрино не является майорановской частицей; точнее, ограничивает сверху так называемую майорановскую массу электронного нейтрино, которая для дираковского фермиона должна быть в точности равна нулю. Установленное верхнее ограничение равно приблизительно 0,2—0,4 эВ. В настоящее время ряд как действующих, так и находящихся на стадии планирования и разработки экспериментов по поиску безнейтринного двойного бета-распада нацелен на улучшение инструментальной чувствительности. Последние доступные данные для оценок снизу для полураспада и оценок сверху для массы приведены в таблице на февраль 2023 года.
| Эксперимент     | Изотоп | Полураспад    | Масса          |
| --------------- | ------ | ------------- | -------------- |
| Gerda           | 76Ge   | 8,0·1025 лет  | 0,12—0,26 эВ   |
| Majorana        | 76Ge   | 1,9·1025 лет  | 0,24—0,53 эВ   |
| KamLAND-Zen     | 136Xe  | 10,7·1025 лет | 0,05—0,16 эВ   |
| EXO             | 136Xe  | 1,1·1025 лет  | 0,17—0,49 эВ   |
| CUORE           | 130Te  | 1,5·1025 лет  | 0,11—0,50 эВ   |
| KamLAND-Zen[15] | 136Xe  | 2,3·1026 лет  | 0,036—0,156 эВ |

### Уравнение Дирака
Математически, фермионы со спином 1/2 описываются уравнением Дирака вида
{\displaystyle i{\frac {\hbar }{c}}\partial _{t}\psi (x,t)=[-i\hbar {\boldsymbol {\alpha }}\cdot {\boldsymbol {\partial _{x}}}+\beta mc]\psi (x,t),}
где m — масса частицы, а матрицы α и β удовлетворяют антикоммутационным соотношениям {αi, αj} = 2δij, {αi, β} = 0, β2 = 1. Так как выбор этих матриц неоднозначен, то их можно выбрать в виде
{\displaystyle \alpha _{1}={\begin{pmatrix}0&\sigma _{1}\\\sigma _{1}&0\end{pmatrix}},\quad \alpha _{2}={\begin{pmatrix}0&\sigma _{3}\\\sigma _{3}&0\end{pmatrix}},\quad \alpha _{3}={\begin{pmatrix}1&0\\0&-1\end{pmatrix}},\quad \beta ={\begin{pmatrix}0&\sigma _{2}\\\sigma _{2}&0\end{pmatrix}},}
благодаря чему в исходном уравнении все коэффициенты получаются мнимыми. Тогда уравнение, сопряжённое уравнению Дирака, не меняется:
{\displaystyle i{\frac {\hbar }{c}}\partial _{t}\psi ^{*}(x,t)=[-i\hbar {\boldsymbol {\alpha }}\cdot {\boldsymbol {\partial _{x}}}+\beta mc]\psi ^{*}(x,t).}
Решению сопряжённого уравнения Дирака соответствует частица, которая является своей собственной античастицей ({\displaystyle \psi ^{*}=\psi }) и называется майорановским фермионом. Существует бесконечное множество матриц {\displaystyle {\boldsymbol {\alpha }}}.
Решениями этого уравнения выступает четырёхкомпонентный спинор, но такую систему из четырёх уравнений Майораны можно привести к виду двух независимых систем (из двух уравнений каждая) с решениями в виде левых ({\displaystyle \psi _{L}}) и правых ({\displaystyle \psi _{R}}) майорановских фермионов. Причём массы (mL и mR) в этих новых частицах не обязательно совпадают:
{\displaystyle (i\partial _{t}-{\boldsymbol {p}}\cdot {\boldsymbol {\sigma }})\psi _{R}-im_{R}\sigma _{2}\psi _{R}^{*}=0,}
{\displaystyle (i\partial _{t}+{\boldsymbol {p}}\cdot {\boldsymbol {\sigma }})\psi _{L}-im_{L}\sigma _{2}\psi _{L}^{*}=0.}
Эти уравнения можно получить, используя вариационный принцип в общем виде, исходя из лагранжиана электрослабого взаимодействия. Здесь интерес представляет выбор массового слагаемого в лагранжиане, вид которого определяет дираковский или майорановский фермионы используются в теории. Раньше такого вопроса не возникало из-за предположения о безмассовости нейтрино. Но открытие нейтринных осцилляций поставило вопрос о конечности масс этих истинно нейтральных фермионов. Если представить, что антинейтино и нейтрино на самом деле одна и та же частица (то есть майорановский фермион), то объяснение большой разницы в массах между нейтрино и другими лептонами может дать механизм качелей. Например, в этом случае, масса ненаблюдаемого экспериментально правого нейтрино велика по сравнению с массой электрона (mD), а масса левого составит малую величину порядка {\displaystyle m_{D}^{2}/m_{R}}.

## В физике твёрдого тела
Если в физике высоких энергий вопрос о существовании или несуществовании майорановских фермионов остаётся открытым, то никаких сомнений в существовании в сверхпроводниках аналогичных элементарных возбуждений, предсказанных теоретически, нет. Вопрос заключается в демонстрации каких-либо связанных с ними наблюдаемых эффектов из-за технических сложностей. Некоторые квазичастицы (различные возбуждения коллективных состояний в твердотельных системах, ведущие себя подобно частицам) могут описываться как майорановские фермионы, причём их существует несколько типов в связи с возможностью выбрать размерность системы. В физике твёрдого тела майорановские фермионы также называются майорановскими состояниями, чтобы отличать их от решения трёхмерного уравнения Майораны. Интерес к таким квазичастицам (предсказанным, но пока не открытым экспериментально) связан с тем, что они теоретически могут использоваться в кубитах для топологического квантового компьютера — например, для сохранения информации, — при этом из-за своей нелокальной природы они менее чувствительны к влиянию среды. В одномерных системах говорят не о майорановских фермионах, а о майорановских локализованных состояниях, которые не перемещаются в системе свободно, благодаря чему сохраняют свои свойства из-за большого времени декогеренции. Возможное экспериментальное обнаружение таких объектов в комбинированных полупроводниковых-сверхпроводниковых наносистемах в сильном магнитном поле требует независимого подтверждения в связи со сложностью детектирования и существованием возможных альтернативных объяснений.
Майорановские фермионы могут существовать в экзотических системах, которые достаточно трудно реализуются на практике, например в p-волновых сверхпроводниках, полупроводниках в режиме дробного квантового эффекта Холла с фактором заполнением 5/2, на поверхности топологических изоляторов с использованием эффекта близости от s-волновых сверхпроводников, либо используя эффект близости между сверхпроводником и ферромагнетиком. С другой стороны, в 2010 году опубликовали две статьи, которые показали, как создать майорановские фермионы в полупроводниковых нанопроволоках.

### Игрушечная модель Китаева
Алексей Китаев предложил рассмотреть гамильтониан бесспинового p-волнового сверхпроводника в терминах вторичного квантования
{\displaystyle H_{K}=\sum _{j=1}^{N}\left(-t(a_{j}^{\dagger }a_{j+1}+a_{j+1}^{\dagger }a_{j})-\mu \left(a_{j}^{\dagger }a_{j}-{\frac {1}{2}}\right)+\Delta e^{i\theta }a_{j}a_{j+1}+\Delta e^{-i\theta }a_{j+1}^{\dagger }a_{j}^{\dagger }\right)\,,}
где t — интеграл перескока, μ — химический потенциал, Δ и θ — амплитуда и фаза параметра порядка. Можно ввести следующие майорановские фермионные операторы для этой задачи
{\displaystyle c_{2j-1}=e^{i\theta /2}a_{j}+e^{-i\theta /2}a_{j}^{\dagger }} и {\displaystyle c_{2j}=-i\left(e^{i\theta /2}a_{j}-e^{-i\theta /2}a_{j}^{\dagger }\right)}, которые приводят к новому виду гамильтониана
{\displaystyle H_{K}={\frac {-i}{2}}\sum _{j=1}^{N}\mu c_{2j-1}c_{2j}+{\frac {i}{2}}\sum _{j=1}^{N-1}[(t+\Delta )c_{2j}c_{2j+1}+(-t+\Delta )c_{2j-1}c_{2j+2}]\,.}
Теперь рассмотрим два предельных случая что проиллюстрировано на рис. 1: в первом случае химический потенциал меньше нуля, μ<0, а остальные параметры обращаются в ноль, Δ=t=0. Тогда спаривание полуфермионов в фермионы происходит тривиальным образом для каждого узла цепочки. Во втором случае, когда химический потенциал равен нулю, μ=0, а интеграл перескока и параметр порядка равны, Δ=t>0, то сумма превращается в слагаемые спаривающие полуфермионы в соседних узлах, причём крайние полуфермионы выпадают из суммы и образуют дважды вырожденный уровень при нуле энергии. Эти два узла можно превратить в обычный фермион сильно нелокальной природы {\displaystyle f=1/2(c_{1}+ic_{N})}. А гамильтониан приобретает обычный диагональный вид при преобразовании {\displaystyle d_{j}=1/2(c_{2j}+ic_{2j+1})}, {\displaystyle d_{j}=1/2(c_{2j}-ic_{2j+1})}:
{\displaystyle H_{t}=2t\sum _{j=1}^{L-1}\left(d_{j}^{\dagger }d_{j}-{\frac {1}{2}}\right)\,.}
Фактически эта задача не имеет отношения к реальности, но показывает как получить майорановские связные состояния и какой гамильтониан во взаимодействующей системе должен появиться. В качестве возможного материала для реализации майорановских состояний Китаев предложил использовать нанопроволоки из p-волнового сверхпроводника, то есть одномерные сверхпроводники с триплетным состояниями куперовских пар.

### Полупроводниковые нанопроволоки
В работах 2010 года наметился путь реализации майорановских фермионов на практике. Основное достижение заключалось в понимании влияния различных эффектов на майорановские связные состояния. В работе рассматривался гамильтониан (постоянная Планка равна единице) вида
{\displaystyle H=\int \Psi ^{\dagger }\left[\left({\frac {k^{2}}{2m}}-\mu \right)\tau _{z}\otimes \sigma _{0}+\alpha k\tau _{z}\otimes \sigma _{z}+\Delta _{Z}\tau _{0}\otimes \sigma _{x}+\Delta _{sc}\tau _{x}\otimes \sigma _{0}\right]\Psi dy,} (1)
где волновая функция имеет вид {\displaystyle \Psi ^{\dagger }=(\psi _{\uparrow }^{\dagger },\psi _{\downarrow }^{\dagger },\psi _{\downarrow },-\psi _{\uparrow })}. Первое слагаемое в подынтегральном выражении отвечает за кинетическую энергию частиц с учётом химического потенциала, второе — спин-орбитальное взаимодействие, третье — зеемановская энергия, четвёртое — сверхпроводимость. Нанопроволока ориентирована в направлении y, спин-орбитальное взаимодействие вдоль x, а магнитное поле вдоль z. Матрицы Паули {\displaystyle \sigma }, {\displaystyle \tau } действуют в спиновом пространстве и в пространстве частиц-античастиц. Индекс 0 отвечает за единичную матрицу. Гамильтониан имеет собственные значения вида
{\displaystyle E_{\pm }^{2}=\Delta _{Z}^{2}+\Delta _{sc}^{2}+\left({\frac {k^{2}}{2m}}-\mu \right)^{2}+(\alpha k)^{2}\pm 2{\sqrt {\Delta _{Z}^{2}\Delta _{sc}^{2}+\left({\frac {k^{2}}{2m}}-\mu \right)^{2}\left((\alpha k)^{2}+\Delta _{Z}^{2}\right)}}.} (2)
Вблизи нуля волнового вектора возникает запрещённая зона {\displaystyle \Delta =|\Delta _{Z}-{\sqrt {\Delta _{sc}^{2}+\mu ^{2}}}|}. Когда выполняется условие {\displaystyle \Delta _{Z}>{\sqrt {\Delta _{sc}^{2}+\mu ^{2}}}} говорят о возникновении топологически нетривиальной фазы, а точка, где ширина зоны равна нулю — точкой топологического фазового перехода. Она разделяет топологически тривиальную и нетривиальную фазы. Когда выполняется условие на существование топологически нетривиальной фазы на обоих краях нанопроволоки возникают майорановские связанные состояния при нуле энергии. На рис. 2 показано как возникает четыре ветви дисперсионных соотношений из уравнения 2 при последовательном включении взаимодействий. Спин-орбитальное взаимодействие вида αk приводит к расщеплению параболического закона дисперсии для нанопроволоки. При добавлении сверхпроводимости добавляется электрон-дырочная симметрия, что удваивает количество дисперсионных кривых и возникает сверхпроводящая щель {\displaystyle \Delta _{sc}} в спектре возбуждений. При приложении магнитного поля появляется зеемановское расщепление уровней {\displaystyle \Delta _{Z}}, которое работает против сверхпроводимости и закрывает щель. При равенстве {\displaystyle \Delta _{Z}=\Delta _{sc}} (химический потенциал {\displaystyle \mu =0}) достигается точка фазового перехода и щель пропадает, но при дальнейшем увеличении магнитного поля щель появляется вновь. Эта щель соответствует состоянию топологической сверхпроводимости.

### Модель Фу — Кейна
В двумерном случае реализация майорановских фермионов оказалась возможна в модели предложенной учёными Лян Фу и Чарльзом Кейном в 2008 году. Использовав модель топологического изолятора (проводимость в таких материалах существует только на поверхности) с нанесённым на его поверхность тонкого слоя сверхпроводника s-типа, они рассмотрели гамильтониан для волновой функции (в формализме Намбу) {\displaystyle \Psi =((\psi _{\uparrow },\psi _{\downarrow }),(\psi _{\uparrow }^{\dagger },-\psi _{\downarrow }^{\dagger }))^{T}}, где стрелками обозначены проекции спина, а индекс T отвечает за транспонирование, вида
{\displaystyle H=-iv\tau ^{z}{\boldsymbol {\sigma }}\cdot {\boldsymbol {\nabla }}-\mu I\tau ^{z}+\Delta _{0}I(\tau ^{x}\cos(\phi )+\tau ^{y}\sin(\phi ))\,,}
где v — скорость электрона на уровне энергии Ферми (фермиевская скорость), I — единичная матрица, σ=(σx,σy) — двумерный вектор составленный из матриц Паули, действующие на спиновые состояния, τx и τy — матрицы Паули действующие на пары {\displaystyle \psi } и {\displaystyle \psi ^{\dagger }}, смешивая их между собой, μ — химический потенциал, Δ0 — параметр порядка сверхпроводника. Блочная часть гамильтониана {\displaystyle H_{0}=-iv{\boldsymbol {\sigma }}\cdot {\boldsymbol {\nabla }}-\mu I} — это гамильтониан для квазичастиц возникающий на поверхности топологического изолятора. Куперовские пары из сверхпроводника из-за эффекта близости могут находиться на поверхности топологического изолятора, приводя к эффективному гамильтониану взаимодействию аналогичному сверхпроводнику p-типа, где по теории Китаева существуют майорановские фермионы. Отличие состоит в симметрии этого гамильтониана по отношению к обращению времени, что приводит к дополнительному вырождению. Но используя внешнее магнитное поле ориентированное перпендикулярно поверхности сверхпроводника, которое нарушает симметрию по обращению времени, возможно сформировать сверхпроводящие вихри в рассматриваемой системе. Расчёт показывает, что майорановский фермион возникает в ядре вихря.